# Zona nerítica
Em oceanografia chama-se zona nerítica ou província nerítica à região dos oceanos que corresponde ao relevo da plataforma continental e à camada de água situada sobre ela e que não sofre a influência das marés. É adjacente à zona litoral.
O relevo é recoberto de sedimentos oriundos dos continentes por meio da ação dos ventos, rios, enxurradas e geleiras. As águas que recobrem o fundo pertencem à zona eufótica, permitindo a fotossíntese. Em decorrência desses fatos apresenta muitos cardumes, sendo a região mais explorada pelas pescas e mais importante economicamente.

## Organismos neríticos
Por extensão, denominam-se organismos neríticos os organismos vivos, animais ou vegetais, que vivem naquele habitat.
O termo aplica-se aos seres que passam todo o seu ciclo de vida na zona nerítica, principalmente as espécies sésseis, como algumas macroalgas, os corais, os invertebrados que pertencem à meiofauna, ou seja, que vivem normalmente enterrados na areia, mas também aos representantes do nécton (peixes, crustáceos ou moluscos) que não executam migrações para fora deste habitat.